# Atoconeura aethiopica
Atoconeura aethiopica là một loài chuồn chuồn ngô thuộc họ Libellulidae. Nó là loài đặc hữu của Ethiopia. Môi trường sống tự nhiên của chúng là vùng núi ẩm nhiệt đới hoặc cận nhiệt đới, vùng cây bụi nhiệt đới hoặc cận nhiệt đới vùng đất cao, và sông ngòi. Nó bị đe dọa do mất môi trường sống.